# Mistrovství světa v orientačním běhu 2023
39. Mistrovství světa v orientačním běhu proběhlo ve dnech 11.–16. července 2023 ve Švýcarsku ve městech Flims a Laax. Závodilo se jen v lesních disciplínách, protože po sprintovém MS 2022 následuje mistrovství s lesními závody.

## Program závodů
Program závodů byl zveřejněn v Buletinu 1.
| Den    | Závod                            | Centrum závodu |
| ------ | -------------------------------- | -------------- |
| 11. 7. | zahajovací ceremoniál            | Laax           |
| 12. 7. | kvalifikace krátká trať (Middle) | Flims          |
| 13. 7. | klasická trať (Long)             | Flims          |
| 14. 7. | volný den                        |                |
| 15. 7. | finále krátká trať (Middle)      | Flims          |
| 16. 7. | štafety, závěrečný ceremoniál    | Flims, Laax    |

## Účastníci
Mistrovství se zúčastnili sportovci ze 44 členských výprav Mezinárodní federace orientačního běhu, kteří se utkali o 6 medailových sad a celkem 30 medailí.
Z celkového počtu 305 závodníků bylo 167 mužů a 138 žen.
- Argentina (1+0)
- Austrálie (4+4)
- Rakousko (5+5)
- Belgie (4+3)
- Bulharsko (5+4)
- Kanada (3+1)
- Čína (4+4)
- Kolumbie (3+3)
- Chorvatsko (3+0)
- Česko (5+4)
- Dánsko (5+5)
- Estonsko (5+4)
- Finsko (4+6)
- Francie (6+6)
- Německo (4+4)
- Spojené království (5+5)
- Hongkong (4+3)
- Maďarsko (4+4)
- Irsko (3+1)
- Izrael (3+0)
- Itálie (4+3)
- Japonsko (4+4)
- Severní Korea (1+0)
- Jižní Korea (3+3)
- Lotyšsko (4+4)
- Litva (4+1)
- Moldavsko (3+3)
- Nizozemsko (3+3)
- Nový Zéland (5+4)
- Norsko (6+5)
- Polsko (3+4)
- Portugalsko (3+3)
- Rumunsko (3+1)
- Srbsko (1+0)
- Slovensko (3+1)
- Slovinsko (1+0)
- Jižní Afrika (3+1)
- Španělsko (5+4)
- Švédsko (9+8)
- Švýcarsko (6+6)
- Turecko (3+3)
- Ukrajina (3+3)
- Spojené státy americké (4+4)

## Medailové pořadí podle zemí
Pořadí zúčastněných zemí podle získaných medailí v jednotlivých závodech mistrovství (tzv. olympijské hodnocení). 
| Medailové pořadí podle zemí | Medailové pořadí podle zemí | Medailové pořadí podle zemí | Medailové pořadí podle zemí | Medailové pořadí podle zemí | Medailové pořadí podle zemí |
| Pořadí                      | Stát                        | Zlatá medaile               | Stříbrná medaile            | Bronzová medaile            | Celkem                      |
| --------------------------- | --------------------------- | --------------------------- | --------------------------- | --------------------------- | --------------------------- |
| 1                           | Švýcarsko                   | 3                           | 4                           |                             | 7                           |
| 2                           | Švédsko                     | 2                           | 1                           | 2                           | 5                           |
| 3                           | Norsko                      | 1                           |                             | 2                           | 3                           |
| 4                           | Finsko                      |                             | 1                           | 1                           | 2                           |
| 5                           | Rakousko                    |                             |                             | 1                           | 1                           |

## Závod na klasické trati (Long)
Tratě vedly horským terénem v nadmořské výšce 2 000 – 1 000 m n. m. s mnoha vrstevnicovými a skalními detaily. Vysokohorský, otevřený a polootevřený borový les, louky a pastviny s dobrou průběžností. Start byl u horní stanicí lanovky ve výši 2 200 m nad mořem, cíl v aréně ve výšce 1 100 m n. m. Přestože byl start výrazně výš než cíl, byly tratě velmi náročné jak fyzicky, tak orientačně.
| Zkrácené výsledky | Zkrácené výsledky | Zkrácené výsledky | Zkrácené výsledky | Zkrácené výsledky | Zkrácené výsledky | Zkrácené výsledky | Zkrácené výsledky |
| Muži | Muži | Muži | Muži | Ženy | Ženy | Ženy | Ženy |
| --- | --- | --- | --- | --- | --- | --- | --- |
| - Trať: 14,0 km, 680 m převýšení, 35 kontrol - Mapa: Alp Dado - Val Buglina - La Mutta 1 : 15 000, E = 5 m - 78 závodníků | - Trať: 14,0 km, 680 m převýšení, 35 kontrol - Mapa: Alp Dado - Val Buglina - La Mutta 1 : 15 000, E = 5 m - 78 závodníků | - Trať: 14,0 km, 680 m převýšení, 35 kontrol - Mapa: Alp Dado - Val Buglina - La Mutta 1 : 15 000, E = 5 m - 78 závodníků | - Trať: 14,0 km, 680 m převýšení, 35 kontrol - Mapa: Alp Dado - Val Buglina - La Mutta 1 : 15 000, E = 5 m - 78 závodníků | - Trať: 11,0 km, 510 m převýšení, 23 kontrol - Mapa: Alp Dado - Val Buglina - La Mutta 1 : 15 000, E = 5 m - 72 závodnic | - Trať: 11,0 km, 510 m převýšení, 23 kontrol - Mapa: Alp Dado - Val Buglina - La Mutta 1 : 15 000, E = 5 m - 72 závodnic | - Trať: 11,0 km, 510 m převýšení, 23 kontrol - Mapa: Alp Dado - Val Buglina - La Mutta 1 : 15 000, E = 5 m - 72 závodnic | - Trať: 11,0 km, 510 m převýšení, 23 kontrol - Mapa: Alp Dado - Val Buglina - La Mutta 1 : 15 000, E = 5 m - 72 závodnic |
| Umístění | Jméno | Čas | Ztráta | Umístění | Jméno | Čas | Ztráta |
| Zlatá medaile | Kasper Harlem Fosser | 1:33:06 | | Zlatá medaile | Simona Aebersold | 1:21:43 | |
| Stříbrná medaile | Matthias Kyburz | 1:33:57 | +0:51 | Stříbrná medaile | Tove Alexandersson | 1:22:14 | +0:31 |
| Bronzová medaile | Olli Ojanaho | 1:37:37 | +4:31 | Bronzová medaile | Andrine Benjaminsen | 1:29:03 | +7:20 |
| 4 | Tomáš Křivda Emil Svensk                                                                                                  | 1:37:51 | +4:45 | 4 | Natalia Gemperle | 1:29:09 | +7:26 |
| 4 | Tomáš Křivda Emil Svensk                                                                                                  | 1:37:51 | +4:45 | 5 | Sara Hagstrom | 1:29:23 | +7:40 |
| 6 | Daniel Hubmann | 1:38:30 | +5:24 | 6 | Elena Roos | 1:30:09 | +8:26 |
| Kompletní výsledky na IOF Eventor                                                                                         | | | | | | | |

## Závod na krátké trati (Middle) - finále
Druhý závod měl stejnou cílovou arénu, využil však terén východně od ní v nadmořské výšce 950 – 1 200 m s velkým množstvím terénních detailů, s převážně borovým otevřeným a polootevřeným předalpským lesem.
| Zkrácené výsledky                                                                                       | Zkrácené výsledky                                                                                       | Zkrácené výsledky                                                                                       | Zkrácené výsledky                                                                                       | Zkrácené výsledky                                                                                      | Zkrácené výsledky                                                                                      | Zkrácené výsledky                                                                                      | Zkrácené výsledky                                                                                      |
| Muži | Muži | Muži | Muži | Ženy                                                                                                   | Ženy                                                                                                   | Ženy                                                                                                   | Ženy                                                                                                   |
| --- | --- | --- | --- | --- | --- | --- | --- |
| - Trať: 5,9 km, 220 m převýšení, 22 kontrol - Mapa: Uaul Grind Flims 1 : 10 000, E = 5 m - 61 závodníků | - Trať: 5,9 km, 220 m převýšení, 22 kontrol - Mapa: Uaul Grind Flims 1 : 10 000, E = 5 m - 61 závodníků | - Trať: 5,9 km, 220 m převýšení, 22 kontrol - Mapa: Uaul Grind Flims 1 : 10 000, E = 5 m - 61 závodníků | - Trať: 5,9 km, 220 m převýšení, 22 kontrol - Mapa: Uaul Grind Flims 1 : 10 000, E = 5 m - 61 závodníků | - Trať: 4,8 km, 180 m převýšení, 19 kontrol - Mapa: Uaul Grind Flims 1 : 10 000, E = 5 m - 60 závodnic | - Trať: 4,8 km, 180 m převýšení, 19 kontrol - Mapa: Uaul Grind Flims 1 : 10 000, E = 5 m - 60 závodnic | - Trať: 4,8 km, 180 m převýšení, 19 kontrol - Mapa: Uaul Grind Flims 1 : 10 000, E = 5 m - 60 závodnic | - Trať: 4,8 km, 180 m převýšení, 19 kontrol - Mapa: Uaul Grind Flims 1 : 10 000, E = 5 m - 60 závodnic |
| Umístění                                                                                                | Jméno                                                                                                   | Čas | Ztráta                                                                                                  | Umístění                                                                                               | Jméno                                                                                                  | Čas | Ztráta                                                                                                 |
| Zlatá medaile                                                                                           | Matthias Kyburz                                                                                         | 38:19                                                                                                   | | Zlatá medaile                                                                                          | Tove Alexandersson                                                                                     | 37:26                                                                                                  | |
| Stříbrná medaile                                                                                        | Joey Hadorn                                                                                             | 40:19                                                                                                   | +2:00                                                                                                   | Stříbrná medaile                                                                                       | Natalia Gemperle                                                                                       | 39:44                                                                                                  | +2:18                                                                                                  |
| Bronzová medaile                                                                                        | Jannis Bonek                                                                                            | 40:26                                                                                                   | +2:07                                                                                                   | Bronzová medaile                                                                                       | Hanna Lundberg                                                                                         | 40:00                                                                                                  | +2:34                                                                                                  |
| 4 | Albin Ridefelt                                                                                          | 40:51                                                                                                   | +2:32                                                                                                   | 4 | Ane Dyrkorn                                                                                            | 41:49                                                                                                  | +4:23                                                                                                  |
| 5 | Gustav Bergman                                                                                          | 40:59                                                                                                   | +2:40                                                                                                   | 5 | Andrine Benjaminsen                                                                                    | 42:01                                                                                                  | +4:35                                                                                                  |
| 6 | Olli Ojanaho                                                                                            | 41:03                                                                                                   | +2:44                                                                                                   | 6 | Venla Harju                                                                                            | 43:11                                                                                                  | +5:45                                                                                                  |
| Kompletní výsledky na IOF Eventor                                                                       | | | | | | | |

## Závod štafet (Relay)
I poslední štafetový závod měl stejnou cílovou arénu, tratě vedly stejným prostorem jako závěrečná část klasického závodu jižně od cíle v nadmořské výšce 950 – 1 200 m. Opět zde bylo velké množstvím terénních detailů v borovém otevřeném až polootevřeném předalpském lese. 

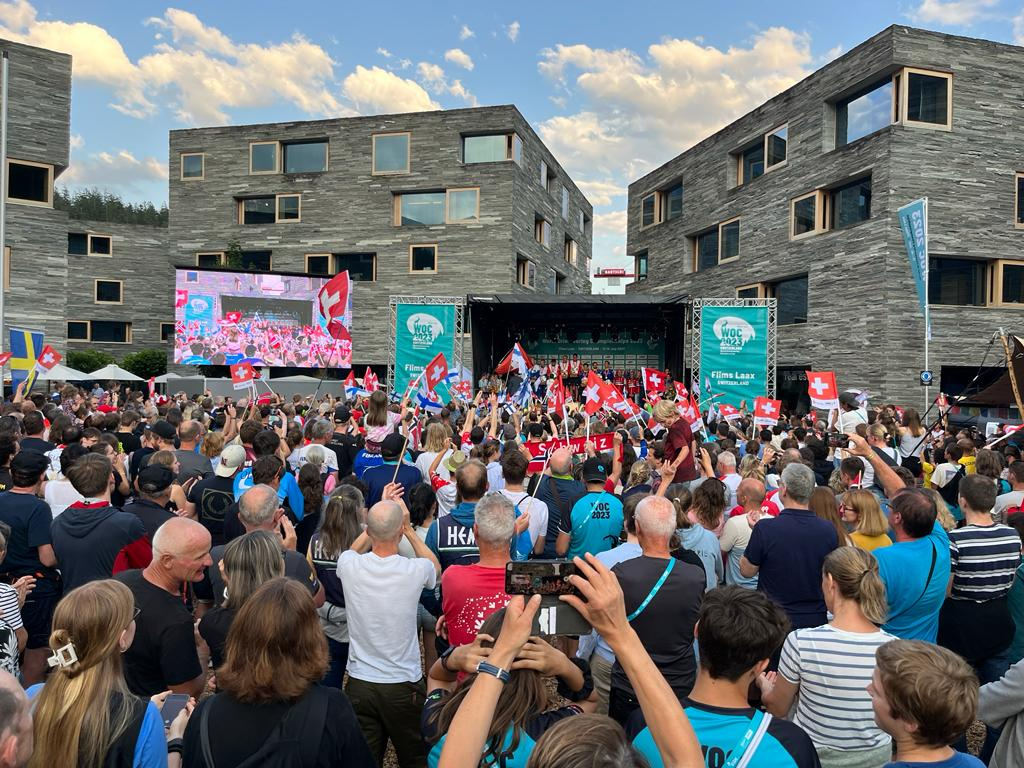
Vyhlášení výsledků

| Zkrácené výsledky                                                                                | Zkrácené výsledky                                                                                | Zkrácené výsledky                                                                                | Zkrácené výsledky                                                                                | Zkrácené výsledky                                                                                | Zkrácené výsledky                                                                                | Zkrácené výsledky                                                                                | Zkrácené výsledky                                                                                |
| Muži                                                                                             | Muži                                                                                             | Muži                                                                                             | Muži                                                                                             | Ženy                                                                                             | Ženy                                                                                             | Ženy                                                                                             | Ženy                                                                                             |
| ------------------------------------------------------------------------------------------------ | ------------------------------------------------------------------------------------------------ | ------------------------------------------------------------------------------------------------ | ------------------------------------------------------------------------------------------------ | ------------------------------------------------------------------------------------------------ | ------------------------------------------------------------------------------------------------ | ------------------------------------------------------------------------------------------------ | ------------------------------------------------------------------------------------------------ |
| - Trať: 3 x 5,5 km, 340 m převýšení, 20 kontrol. - Mapa: La Muta 1 : 10 000, E = 5 m - 40 štafet | - Trať: 3 x 5,5 km, 340 m převýšení, 20 kontrol. - Mapa: La Muta 1 : 10 000, E = 5 m - 40 štafet | - Trať: 3 x 5,5 km, 340 m převýšení, 20 kontrol. - Mapa: La Muta 1 : 10 000, E = 5 m - 40 štafet | - Trať: 3 x 5,5 km, 340 m převýšení, 20 kontrol. - Mapa: La Muta 1 : 10 000, E = 5 m - 40 štafet | - Trať: 3 x 4,4 km, 280 m převýšení, 16 kontrol. - Mapa: La Muta 1 : 10 000, E = 5 m - 32 štafet | - Trať: 3 x 4,4 km, 280 m převýšení, 16 kontrol. - Mapa: La Muta 1 : 10 000, E = 5 m - 32 štafet | - Trať: 3 x 4,4 km, 280 m převýšení, 16 kontrol. - Mapa: La Muta 1 : 10 000, E = 5 m - 32 štafet | - Trať: 3 x 4,4 km, 280 m převýšení, 16 kontrol. - Mapa: La Muta 1 : 10 000, E = 5 m - 32 štafet |
| Umístění                                                                                         | Jméno                                                                                            | Čas                                                                                              | Ztráta                                                                                           | Umístění                                                                                         | Jméno                                                                                            | Čas                                                                                              | Ztráta                                                                                           |
| Zlatá medaile                                                                                    | Švýcarsko Daniel Hubmann Joey Hadorn Matthias Kyburz                                             | 1:57:16                                                                                          |                                                                                                  | Zlatá medaile                                                                                    | Švédsko Hanna Lundberg Sara Hagstrom Tove Alexandersson                                          | 1:47:26                                                                                          |                                                                                                  |
| Stříbrná medaile                                                                                 | Finsko Topi Syrjalainen Olli Ojanaho Miika Kirmula                                               | 1:57:59                                                                                          | +0:43                                                                                            | Stříbrná medaile                                                                                 | Švýcarsko Elena Roos Natalia Gemperle Simona Aebersold                                           | 1:51:54                                                                                          | +4:28                                                                                            |
| Bronzová medaile                                                                                 | Švédsko Albin Ridefelt Gustav Bergman Emil Svensk                                                | 1:58:13                                                                                          | +0:57                                                                                            | Bronzová medaile                                                                                 | Norsko Marianne Andersen Marie Olaussen Andrine Benjaminsen                                      | 1:57:25                                                                                          | +9:59                                                                                            |
| 4                                                                                                | Norsko Lukas Liland Kasper Harlem Fosser Eskil Kinneberg                                         | 2:02:05                                                                                          | +4:49                                                                                            | 4                                                                                                | Finsko Miia Niittynen Maija Sianoja Venla Harju                                                  | 2:00:02                                                                                          | +12:36                                                                                           |
| 5                                                                                                | Francie Guilhem Elias Mathieu Perrin Lucas Basset                                                | 2:03:51                                                                                          | +6:35                                                                                            | 5                                                                                                | Česko Vendula Horčičková Denisa Kosová Tereza Janošíková                                         | 2:02:29                                                                                          | +15:03                                                                                           |
| 6                                                                                                | Česko Martin Roudný Miloš Nykodým Tomáš Křivda                                                   | 2:05:25                                                                                          | +8:09                                                                                            | 6                                                                                                | Dánsko Cecilie Friberg Klysner Line Cederberg Miri Thrane Oedum                                  | 2:02:42                                                                                          | +15:16                                                                                           |
| Kompletní výsledky na IOF Eventor                                                                |                                                                                                  |                                                                                                  |                                                                                                  |                                                                                                  |                                                                                                  |                                                                                                  |                                                                                                  |

## Česká reprezentace na MS
Česko reprezentovalo 6 mužů a 5 žen pod vedením šéftrenéra Jana Šedivého. 

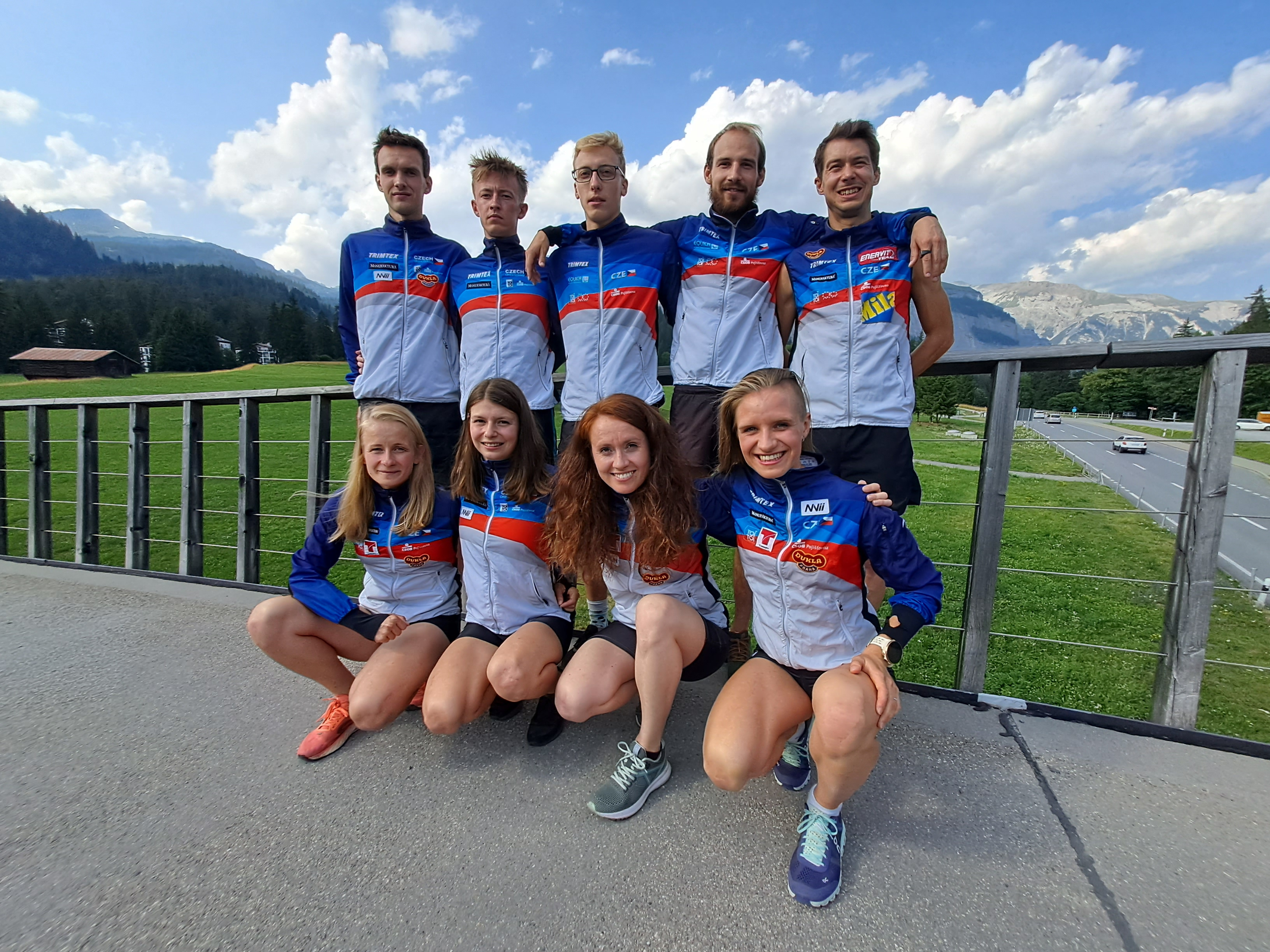
Česká výprava
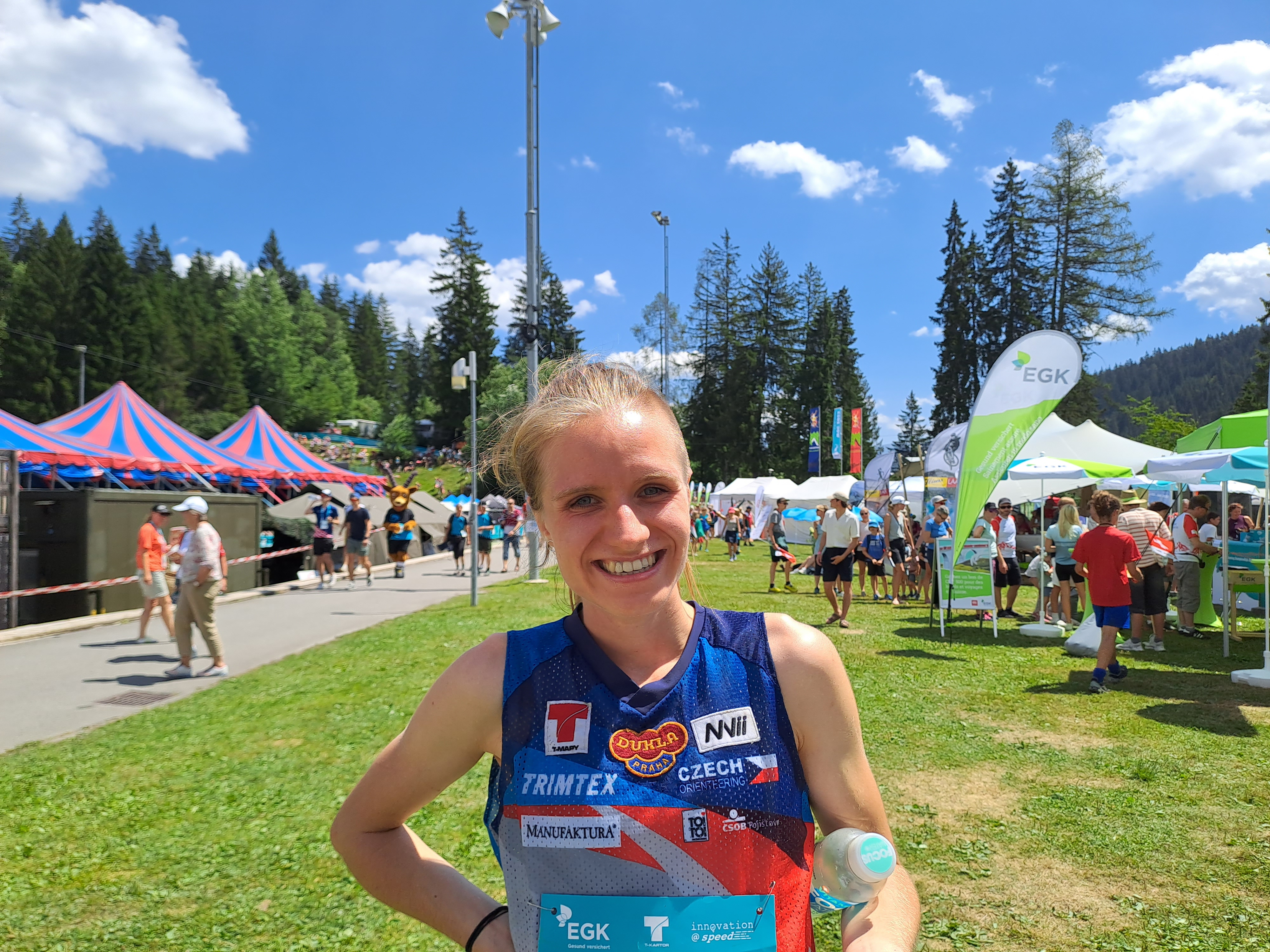
Tereza Janošíková
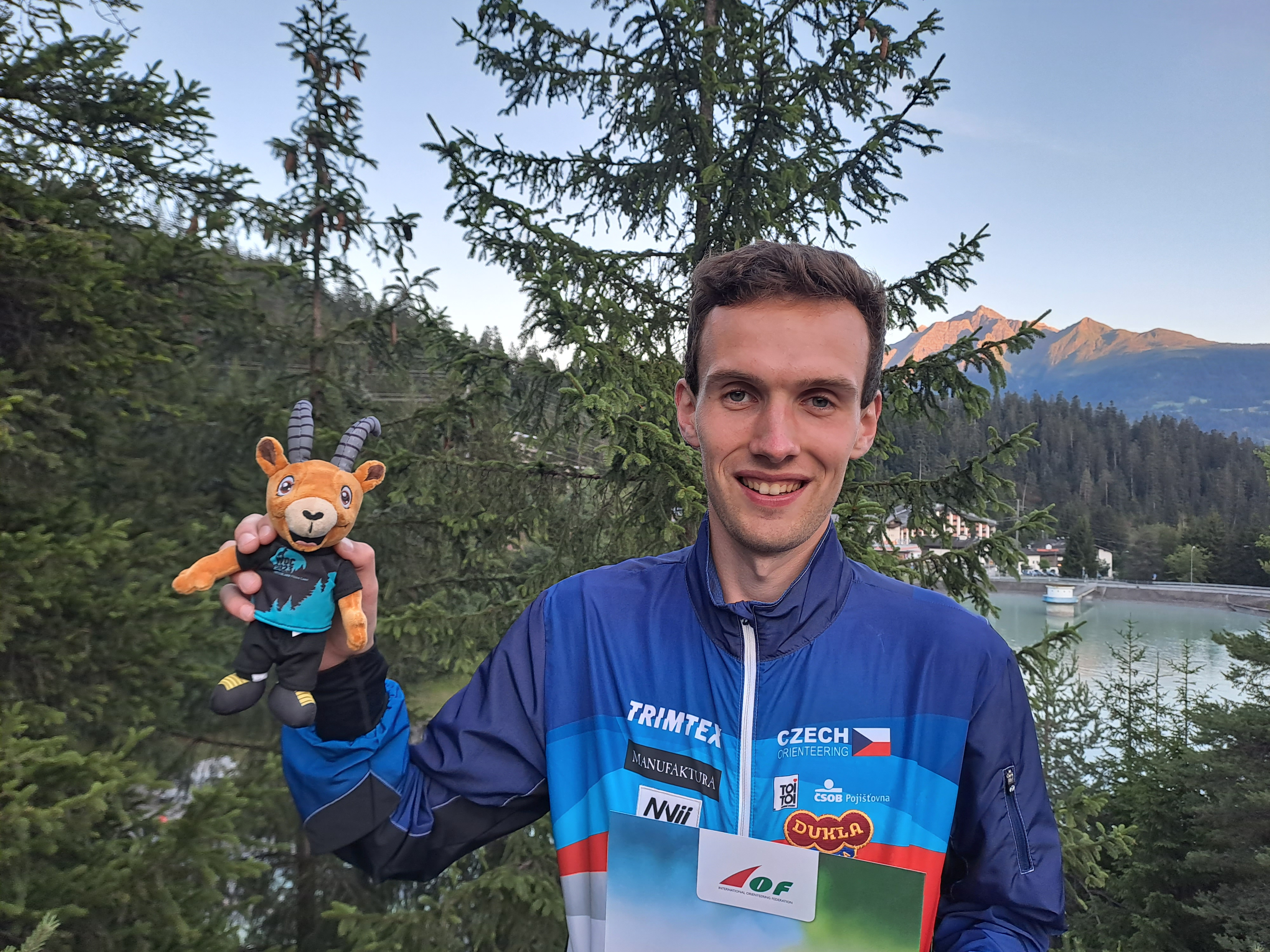
Tomáš Křivda
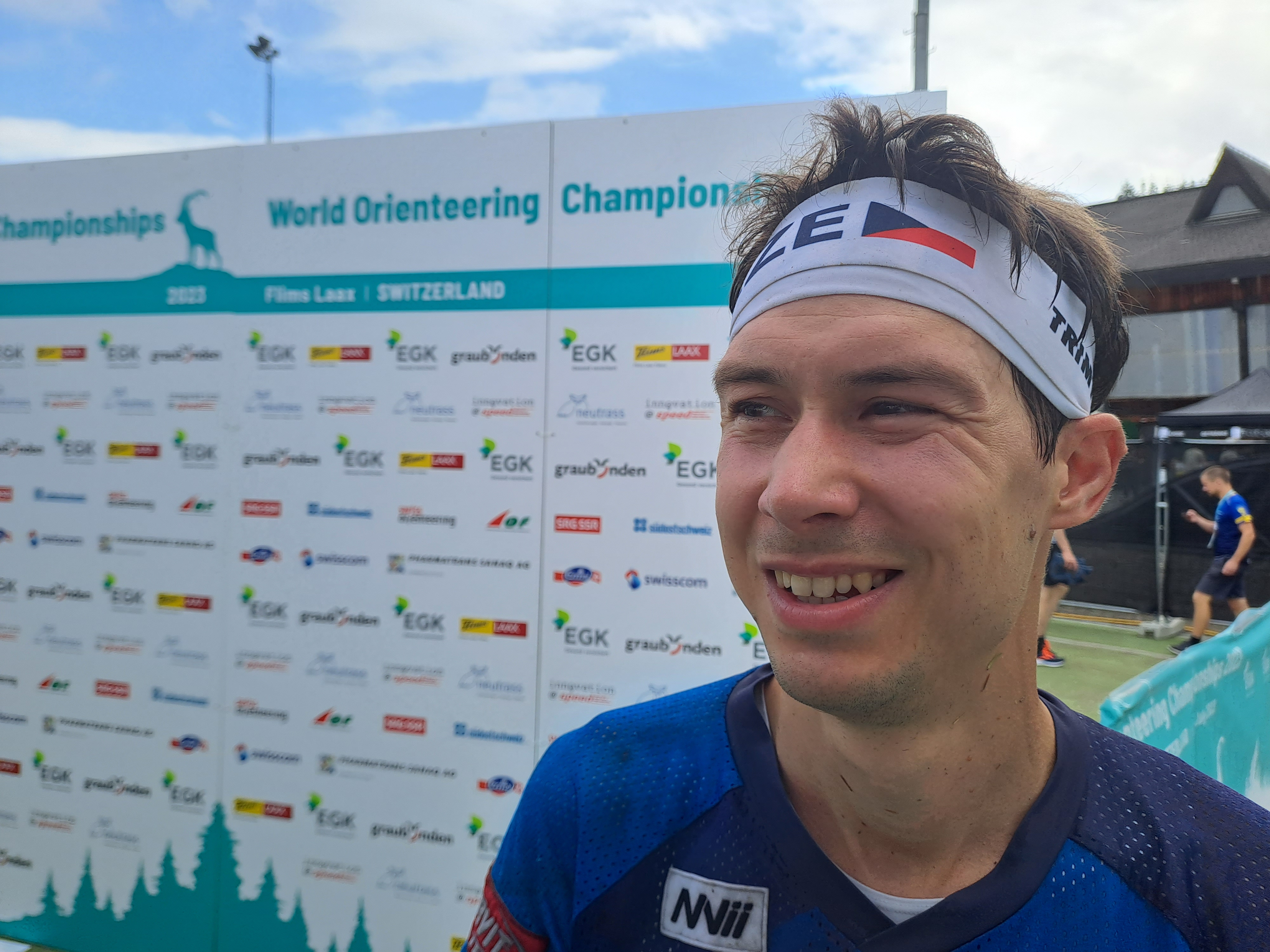
Miloš Nykodým
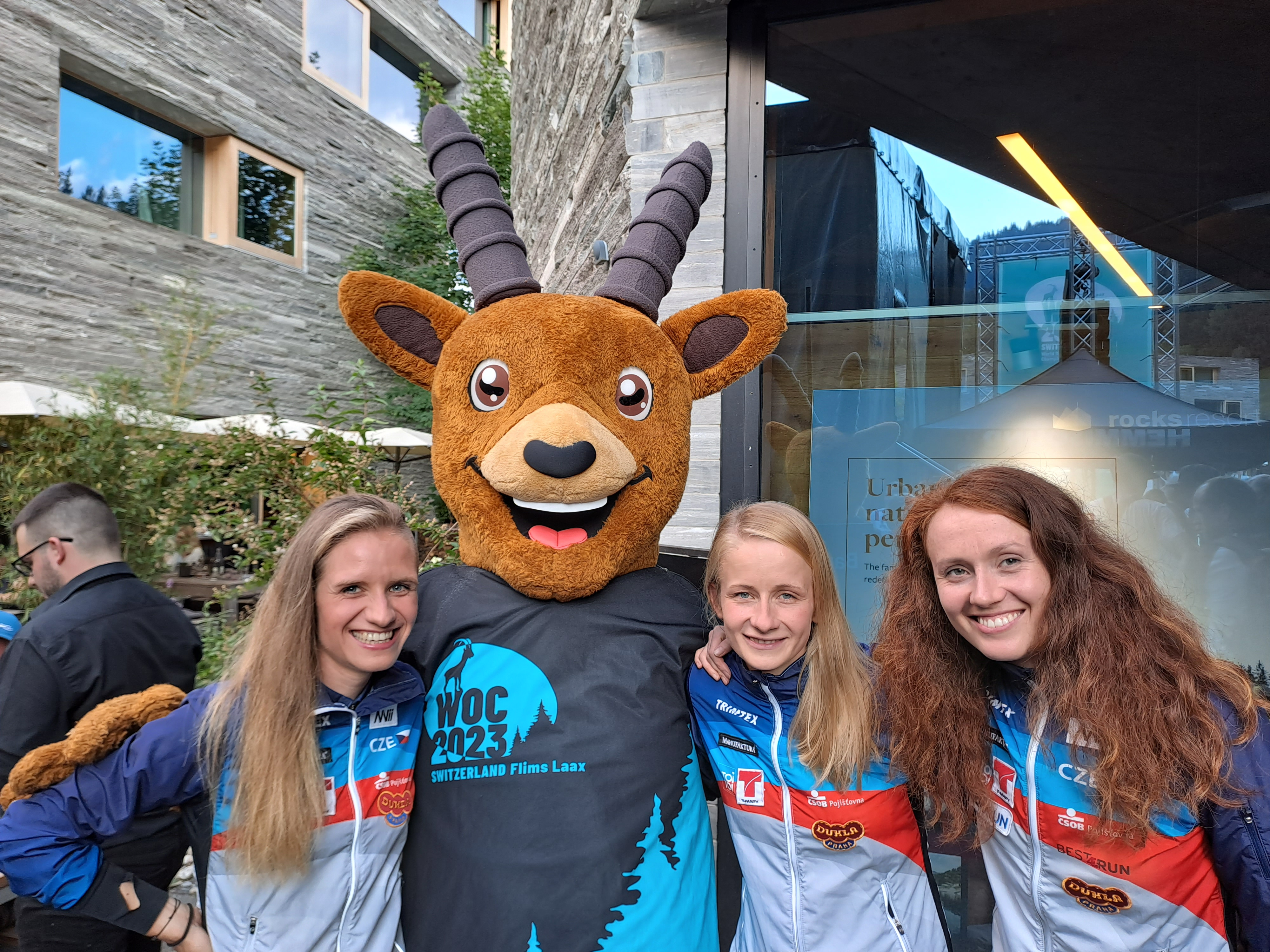
Štafeta žen
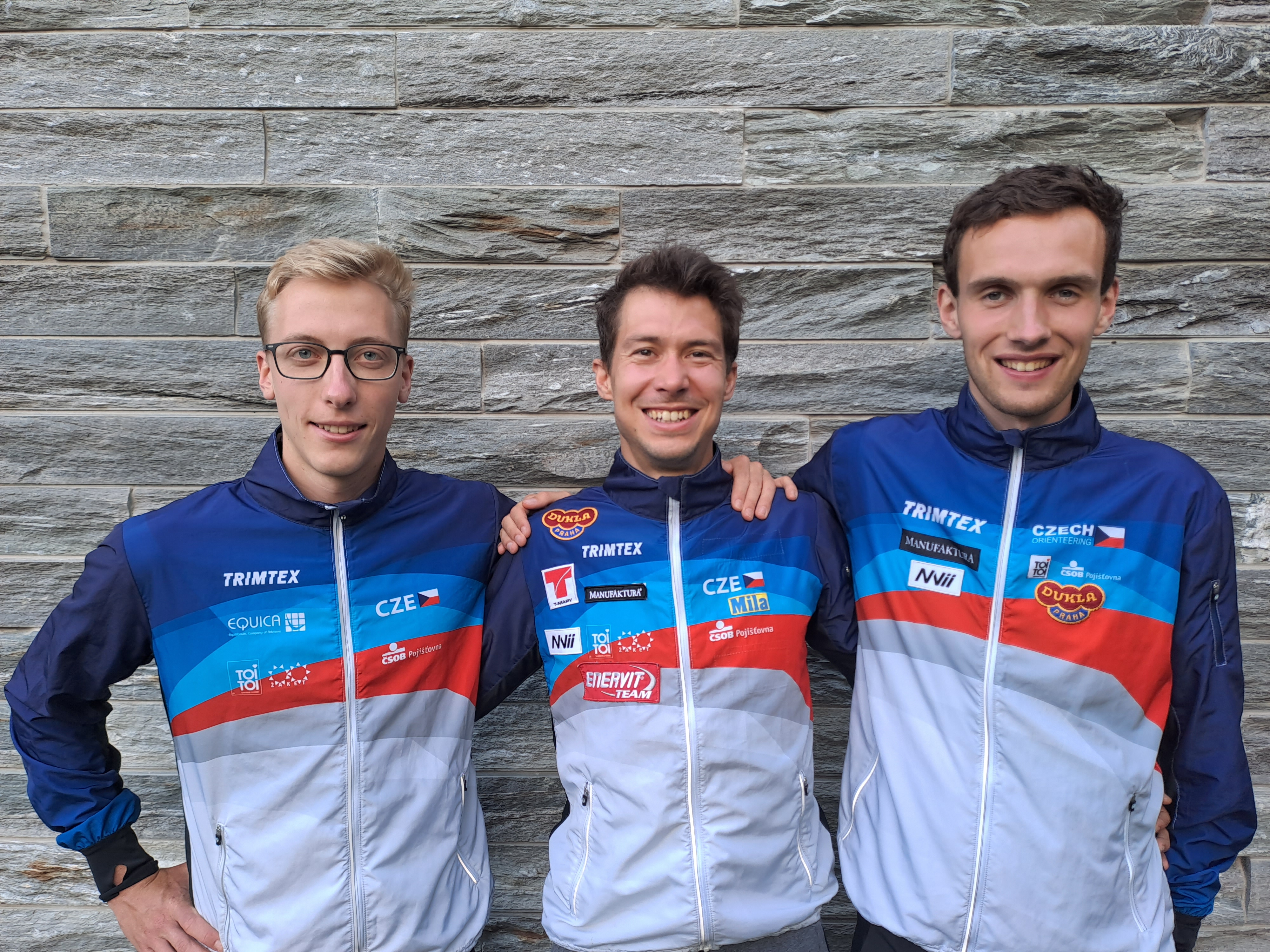
Štafeta mužů
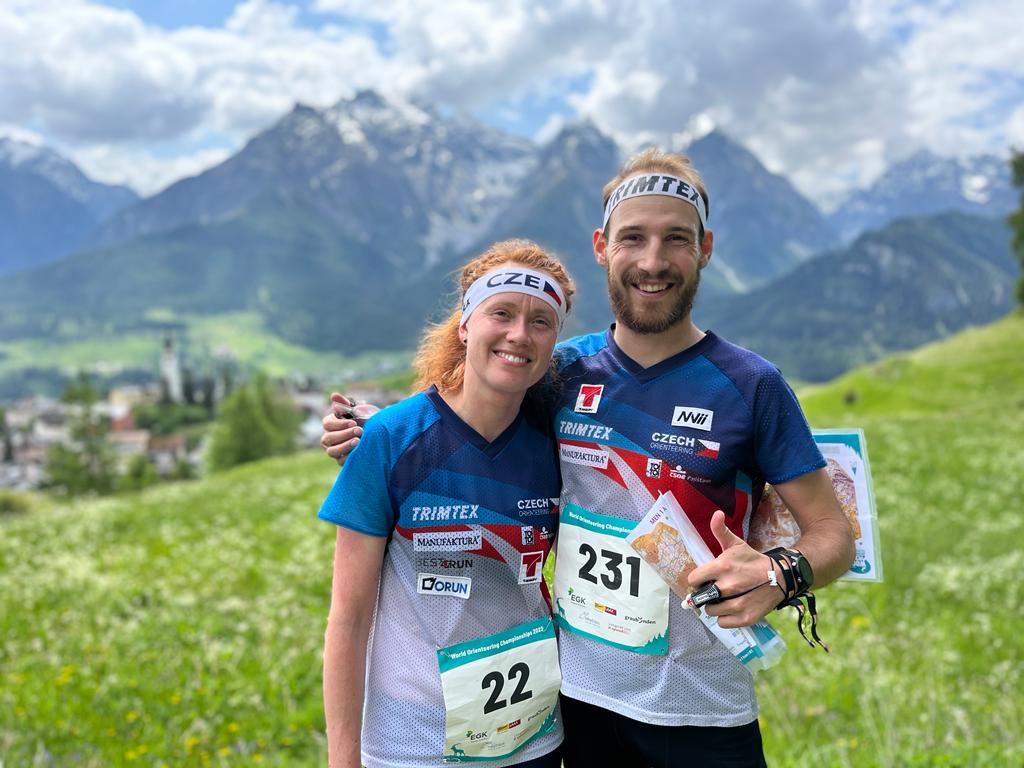
Vendula Horčičková a Jonáš Hubáček
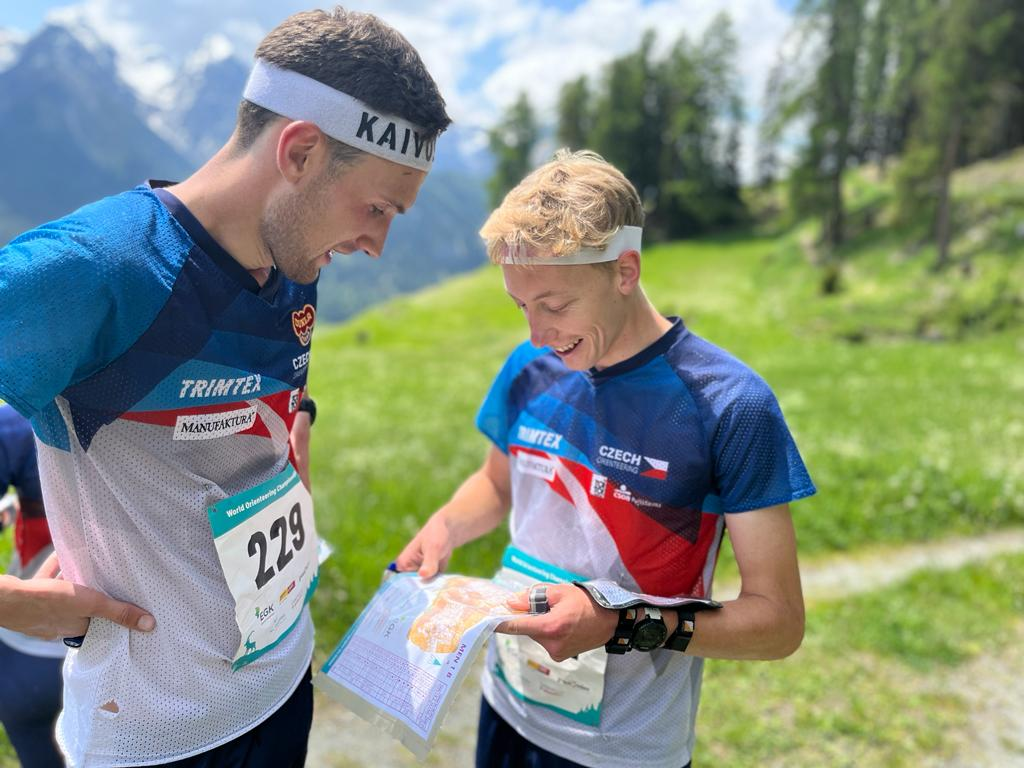
Tomáš Křivda a Martin Roudný

| Přehled umístění českých reprezentantů | Přehled umístění českých reprezentantů | Přehled umístění českých reprezentantů | Přehled umístění českých reprezentantů | Přehled umístění českých reprezentantů |
| Kategorie                              | Jméno                                  | Klasika                                | Krátká                                 | Štafety                                |
| -------------------------------------- | -------------------------------------- | -------------------------------------- | -------------------------------------- | -------------------------------------- |
| Ženy                                   | Tereza Čechová                         | 32. místo                              | X                                      | X                                      |
| Ženy                                   | Vendula Horčičková                     | 21. místo                              | 11. místo                              | 5. místo                               |
| Ženy                                   | Tereza Janošíková                      | 14. místo                              | 8. místo                               | 5. místo                               |
| Ženy                                   | Denisa Kosová                          | X                                      | 30. místo                              | 5. místo                               |
| Muži                                   | Jonáš Hubáček                          | X                                      | 33. místo                              | X                                      |
| Muži                                   | Tomáš Křivda                           | 4. místo                               | 17. místo                              | 6. místo                               |
| Muži                                   | Miloš Nykodým                          | 10. místo                              | X                                      | 6. místo                               |
| Muži                                   | Martin Roudný                          | 26. místo                              | X                                      | 6. místo                               |